# ファニー・アルダン
ファニー・アルダン（Fanny Ardant, 1949年3月22日 - ）は、フランス・ソミュール出身の女優、監督、舞台演出家。
同国を代表する女優の一人で、1997年にセザール賞の最優秀女優賞を受賞している。

## 来歴
モナコで育ち、大学に通うためにフランスに戻った。1971年にグランゼコールであるエクサン＝プロヴァンス政治学院を卒業した。20代前半より演劇に興味を持つようになり、ロンドン在仏大使館勤務を経て1973年に演劇学校に入学。翌1974年に初舞台、1976年に映画デビュー。
TVミニ・シリーズ「Les dames de la côte」(1979年、ニナ・コンパネーズ監督)の演技に感銘を受けたフランソワ・トリュフォーが、『隣の女』のヒロインに抜擢し、一躍脚光を浴び、続く『日曜日が待ち遠しい!』にも主演した。これが縁で、トリュフォーとはプライベートでもパートナーとなり、1983年に娘が生まれた。
イタリア語、スペイン語、英語も流暢なため、スペイン映画やアメリカ映画にも登場している。
なお、セザール主演女優賞は1997年に『ペダル・ドゥース』で受賞し、『隣の女』『日曜日が待ち遠しい!』『8人の女たち』『麗しき日々』で候補となっている。

## 赤い旅団に関する失言
イタリアの極左テロ組織赤い旅団について、「魅力的で情熱的」とコメントし、この組織の設立者の1人であるレナート・クルチオについて、自分の主義を変えない英雄として賞賛し、イタリア側の遺族による抗議や不満が殺到し、後に謝罪のコメントを出した。

## 主な出演作品
| 公開年 | 邦題 原題                                                                                      | 役名                            | 備考                             |
| ------ | ---------------------------------------------------------------------------------------------- | ------------------------------- | -------------------------------- |
| 1979   | 護衛犬都市 Les chiens                                                                          | 看護師                          | VHS発売                          |
| 1981   | 愛と哀しみのボレロ Les uns et les autres                                                       | ヴェロニク                      |                                  |
| 1981   | 隣の女 La femme d'à côté                                                                       | マチルド・ボシャール            |                                  |
| 1983   | 日曜日が待ち遠しい! Vivement dimanche !                                                        | バルバラ・ベッケル              |                                  |
| 1983   | ベンヴェヌータ Benventua                                                                       | ベンヴェヌータ                  | 東京国際映画祭上映               |
| 1984   | スワンの恋 Un amour de Swann                                                                   | ゲルマント公爵夫人              |                                  |
| 1984   | 死に至る愛 L'amour à mort                                                                      | ジュディット・マルティニャク    | 特殊上映 TV5monde放映            |
| 1986   | メロ Mélo                                                                                      | クリスティアンヌ・レヴェック    |                                  |
| 1987   | ラ・ファミリア La famiglia                                                                     | アドリアーナ                    |                                  |
| 1988   | ナイジェリア内戦／ビアフラ最後の日 Médecins des hommes: La naissance, Le pays du Soleil levant | ナタリー                        | VHS発売 TV映画                   |
| 1988   | 三人姉妹 Paura e amore                                                                         | ヴェリア・パリーニ              |                                  |
| 1991   | アフレード・オブ・ザ・ダーク Afraid of the Dark                                                | ミリアム                        | 東京ファンタスティック映画祭上映 |
| 1991   | Rien que des mensonges                                                                         | ミュリエル                      |                                  |
| 1994   | 愛の報酬／シャベール大佐の帰還 Le colonel Chabert                                              | フェロー伯爵夫人                |                                  |
| 1995   | 百一夜 Les cent et une nuits de Simon Cinéma                                                   |                                 |                                  |
| 1995   | 愛のめぐりあい Al di là delle nuvole                                                           | パトリシア                      |                                  |
| 1995   | サブリナ Sabrina                                                                               | イレーヌ                        |                                  |
| 1996   | ペダル・ドゥース Pédale douce                                                                  | エヴァ                          | 第22回セザール賞主演女優賞受賞   |
| 1996   | リディキュール Ridicule                                                                        | ブライヤック伯爵夫人            |                                  |
| 1998   | 星降る夜のリストランテ La cena                                                                 | フローラ                        |                                  |
| 1998   | エリザベス Elizabeth                                                                           | メアリ・オブ・ギーズ            |                                  |
| 1999   | オーギュスタン 恋々風塵 Augustin, roi du Kung-fu                                               | 本人役                          |                                  |
| 1999   | バルザック 情熱の生涯 Balzac                                                                   | エヴェリーナ・ハンスカ          | テレビ映画                       |
| 1999   | アマゾン大漂流 Le fils du Français                                                             | アン                            | DVDスルー                        |
| 2001   | ウェルカム!ヘヴン Sin noticias de Dios                                                         | マリーナ・ダンジェロ            |                                  |
| 2002   | 8人の女たち 8 femmes                                                                           | ピレット                        |                                  |
| 2002   | 永遠のマリア・カラス Callas Forever                                                            | マリア・カラス                  |                                  |
| 2003   | 恍惚 Natalie...                                                                                | カトリーヌ                      |                                  |
| 2006   | パリ、ジュテーム Paris, je t'aime                                                              | ファニー                        |                                  |
| 2007   | 秘密の祈り The Secrets                                                                         | アヌーク                        |                                  |
| 2009   | ヴィザージュ Visage                                                                            | プロデューサー/ヘロディアス女王 |                                  |
| 2012   | 裏切りのスナイパー Le guetteur                                                                 | バルバラ（ジョヴァンニの妻）    |                                  |
| 2012   | 再会 Nos retrouvailles                                                                         | エリザベット・アンドリウ        | TV映画 TV5Monde放映              |
| 2013   | グレート・ビューティー/追憶のローマ La grande bellezza                                         |                                 |                                  |
| 2013   | 麗しき日々 Les beaux jours                                                                     | カロリーヌ                      | DVD発売 WOWOW放映                |
| 2013   | ランザック一族 Le clan des Lanzac                                                              | エリザベット・ランザック        | TV映画 TV5Monde放映              |
| 2014   | Casanova Variations                                                                            | ルクレチア                      |                                  |
| 2014   | レンズ越しの恋 La séance                                                                       | カスティリオーヌ伯爵夫人        | 短編映画 TV5Monde放映            |
| 2015   | For This Is My Body                                                                            | マドレーヌ・ブラウン            |                                  |
| 2017   | 私は、マリア・カラス Maria by Callas                                                           | 朗読                            | ドキュメンタリー映画             |
| 2019   | ペルドリックス Perdrix                                                                         | テレーズ・ペルドリックス        |                                  |
| 2019   | ベル・エポックでもう一度 La Belle Époque                                                       | マリアンヌ                      | 第45回セザール賞助演女優賞受賞   |
| 2024   | パラベラム 殺し屋の流儀 American Star                                                          | アン                            | 日本劇場未公開                   |

## 監督作品
- 2009：Cendres et sang *上映題及び放映題「灰と血」
- 2010：Chimères absentes (短編)
- 2013：Cadences obstinées
- 2016：Et derrière moi une cage vide

## 舞台演出作品
- 2008：アンドレ・メサジェ作曲：オペラ・コミック《ヴェロニク》（パリ・シャトレ音楽劇場上演）
- 2016：スティーヴン・ソンドハイム作詞・作曲：ミュージカル《パッション》（同上、ナタリー・デセイ主演）

## 主な舞台出演
- 1974：ピエール・コルネイユ作《ポリウクト》
- 1977：ジャン・ラシーヌ作《エステル》
- 1978：ジャン・ジロドゥ作《エレクトル》
- 1979：ポール・クローデル作《黄金の頭》
- 1983：ストリンドベリ《令嬢ジュリー》(アンドレアス・ヴシナス演出)
  - イザベル・アジャーニ降板による急な代役
- 1987：モリエール作《ドン・ジュアン (戯曲)|ドン・ジュアン》（フランシス・ユステール演出）
- 1989：ピランデッロ作《恩威にまかす》
- 1992：ジャン＝クロード・カリエール作《恋のメモランダム》（ベルナール・ジロドー共演）
  - モリエール賞女優賞候補
- 1995：マルグリット・デュラス作《La Musica deuxième》
- 1996：テレンス・マクナリー作《マスター・クラス》（ロマン・ポランスキー演出／マリア・カラス役）
  - モリエール賞女優賞候補
- 2002：ジョン・マレル作《サラ - 追想で綴る女優サラ・ベルナールの一生》（サラ・ベルナール役）
- 2004：ルイジ・ケルビーニ作曲：歌劇《メデ》（ジャン＝ポール・スカルピッタ演出／語り役）
- 2004：デュラス翻訳・ヘンリー・ジェイムズ原作《密林の獣》La bête dans la jungle（ジェラール・ドパルデュー共演）
- 2005：オネゲル作曲・クローデル台本：音楽劇《火刑台上のジャンヌ・ダルク》（スカルピッタ演出／ジャンヌ・ダルク役）
- 2006：デュラス作《死の病い》
- 2009：ジャン＝リュック・ラガルス作《Music-hall》（ランベール・ウィルソン演出）
- 2009：ストラヴィンスキー作曲：音楽劇《兵士の物語》（フェニーチェ劇場 ヴェネツィア／語り役）
- 2010：音楽劇《火刑台のジャンヌ・ダルク》（ザルツブルク音楽祭）
- 2014：デュラス作《木立の中の日々》
- 2015：ミカエル・ジャレル作曲：音楽劇《Cassandre》（アヴィニョン、ジュネーヴで公演）